# ليزلوت بولفر
ليزلوت بولفر (و. 1929  م) هي ممثلة مسرحية، وممثلة أفلام سويسرية، ولدت في برن.

## التعليم
تعلمت في جامعة برن.

## جوائز
حصلت على جوائز منها:
- وسام الاستحقاق البافاري
- رومي  [لغات أخرى]‏
- نيشان استحقاق صليب الضباط لجمهورية ألمانيا الاتحادية
- جائزة ستيغر  [لغات أخرى]‏

## وصلات خارجية
- ليزلوت بولفر على موقع IMDb (الإنجليزية)
- ليزلوت بولفر على موقع ميتاكريتيك (الإنجليزية)
- ليزلوت بولفر على موقع روتن توميتوز (الإنجليزية)
- ليزلوت بولفر على موقع مونزينجر (الألمانية)
- ليزلوت بولفر على موقع قاعدة بيانات الأفلام العربية
- ليزلوت بولفر على موقع ألو سيني (الفرنسية)
- ليزلوت بولفر على موقع ميوزك برينز (الإنجليزية)
- ليزلوت بولفر على موقع تيرنر كلاسيك موفيز (الإنجليزية)
- ليزلوت بولفر على موقع تيرنر كلاسيك موفيز (الإنجليزية)
- ليزلوت بولفر على موقع أول موفي (الإنجليزية)